# Спрінгдейль (Арканзас)
Спрінгдейль (англ. Springdale) — місто (англ. city) в США, в округах Вашингтон і Бентон штату Арканзас. Населення — 84 161 особа (2020). Спрінгдейль є четвертим за чисельністю населення містом у штаті.
У місті розташована штаб-квартира транснаціональної корпорації Tyson Foods.

## Географія
Спрінгдейль розташований на висоті 403 метри над рівнем моря за координатами 36°11′12″ пн. ш. 94°9′11″ зх. д. / 36.18667° пн. ш. 94.15306° зх. д. (36.186549, -94.153040).  За даними Бюро перепису населення США в 2010 році місто мало площу 108,94 км², з яких 108,26 км² — суходіл та 0,68 км² — водойми. В 2017 році площа становила 122,47 км², з яких 121,15 км² — суходіл та 1,32 км² — водойми.

### Клімат
| Клімат : Спрінгдейль         | Клімат : Спрінгдейль | Клімат : Спрінгдейль | Клімат : Спрінгдейль | Клімат : Спрінгдейль | Клімат : Спрінгдейль | Клімат : Спрінгдейль | Клімат : Спрінгдейль | Клімат : Спрінгдейль | Клімат : Спрінгдейль | Клімат : Спрінгдейль | Клімат : Спрінгдейль | Клімат : Спрінгдейль | Клімат : Спрінгдейль |
| Показник                     | Січ.                 | Лют.                 | Бер.                 | Квіт.                | Трав.                | Черв.                | Лип.                 | Серп.                | Вер.                 | Жовт.                | Лист.                | Груд.                | Рік                  |
| Абсолютний максимум, °C      | 24,4                 | 30,0                 | 35,6                 | 35,6                 | 35,0                 | 40,0                 | 43,9                 | 42,8                 | 40,6                 | 35,6                 | 32,2                 | 25,6                 | 43,9                 |
| Середній максимум, °C        | 7,8                  | 10,6                 | 15,0                 | 20,6                 | 24,4                 | 28,9                 | 31,7                 | 31,7                 | 27,2                 | 21,1                 | 15,0                 | 8,9                  | 20,2                 |
| Середній мінімум, °C         | −3,3                 | −1,1                 | 3,3                  | 8,3                  | 13,3                 | 18,3                 | 20,6                 | 20,0                 | 15,0                 | 8,3                  | 3,3                  | −1,7                 | 8,7                  |
| Абсолютний мінімум, °C       | −30,6                | −31,1                | −23,9                | −7,8                 | −2,2                 | 5,0                  | 8,9                  | 6,7                  | −1,7                 | −8,3                 | −15                  | −24,4                | −31,1                |
| Норма опадів, мм             | 65                   | 63                   | 102                  | 109                  | 107                  | 121                  | 82                   | 77                   | 116                  | 104                  | 110                  | 77                   | 1134                 |
| Днів з опадами               | 5,1                  | 6,6                  | 6,5                  | 7,1                  | 7,9                  | 7,4                  | 8,1                  | 5,8                  | 5,6                  | 5,0                  | 4,8                  | 4,9                  | 74,8                 |
| Вологість повітря, %         | 72                   | 67                   | 62                   | 63                   | 71                   | 71                   | 71                   | 71                   | 69                   | 70                   | 64                   | 68                   | 68                   |
| ---------------------------- | -------------------- | -------------------- | -------------------- | -------------------- | -------------------- | -------------------- | -------------------- | -------------------- | -------------------- | -------------------- | -------------------- | -------------------- | -------------------- |
| Джерело: The Weather Channel |                      |                      |                      |                      |                      |                      |                      |                      |                      |                      |                      |                      |                      |

## Демографія
Згідно з переписом 2010 року, у місті мешкало 69 797 осіб у 22 805 домогосподарствах у складі 16 640 родин. Густота населення становила 641 особа/км².  Було 25614 помешкання (235/км²). 
Расовий склад населення:
| - 64,7 % — білих - 5,7 % — вихідців з тихоокеанських островів - 2,0 % — азіатів - 1,8 % — чорних або афроамериканців - 1,0 % — корінних американців - 22,0 % — осіб інших рас |

До двох чи більше рас належало 2,9 %. Іспаномовні складали 35,4 % від усіх жителів.
За віковим діапазоном населення розподілялося таким чином: 32,6 % — особи молодші 18 років, 58,6 % — особи у віці 18—64 років, 8,8 % — особи у віці 65 років та старші. Медіана віку мешканця становила 29,6 року. На 100 осіб жіночої статі у місті припадало 98,8 чоловіків;  на 100 жінок у віці від 18 років та старших — 95,1 чоловіків також старших 18 років.
Середній дохід на одне домашнє господарство  становив 57 319 доларів США (медіана — 42 319), а середній дохід на одну сім'ю — 63 054 долари (медіана — 47 170). Медіана доходів становила 33 641 долар для чоловіків та 29 519 доларів для жінок. За межею бідності перебувало 23,3 % осіб, у тому числі 35,0 % дітей у віці до 18 років та 13,0 % осіб у віці 65 років та старших.
Цивільне працевлаштоване населення становило 33 231 осіб. Основні галузі зайнятості: виробництво — 25,2 %, освіта, охорона здоров'я та соціальна допомога — 16,6 %, роздрібна торгівля — 12,0 %, будівництво — 9,0 %.
За даними перепису населення 2000 року в Спрінгдейлі проживало 45 798 осіб, 11 853 родини, налічувалося 16 149 домашніх господарств і 16 962 житлових будинки. Середня густота населення становила близько 565 осіб на один квадратний кілометр. Расовий склад Спрінгдейля за даними перепису розподілився таким чином: 81,62 % білих, 0,82 % — чорних або афроамериканців, 0,94 % — корінних американців, 1,69 % — азіатів, 1,55 % — вихідців з тихоокеанських островів, 2,29 % — представників змішаних рас, 11,09 % — інших народів. Іспаномовні склали 19,66 % від усіх жителів міста.
З 16 149 домашніх господарств в 38,8 % — виховували дітей віком до 18 років, 58,2 % представляли собою подружні пари, які спільно проживали, в 10,5 % сімей жінки проживали без чоловіків, 26,6 % не мали сімей. 22,0 % від загального числа сімей на момент перепису жили самостійно, при цьому 8,6 % склали самотні літні люди у віці 65 років та старше. Середній розмір домашнього господарства склав 2,80 особи, а середній розмір родини — 3,26 особи.
Населення міста за віковим діапазоном за даними перепису 2000 року розподілилося таким чином: 29,0 % — жителі молодше 18 років, 10,7 % — між 18 і 24 роками, 31,4 % — від 25 до 44 років, 18,7 % — від 45 до 64 років і — у віці 65 років та старше. Середній вік мешканця склав 31 рік. На кожні 100 жінок в Спрінгдейлі припадало 98,5 чоловіків, у віці від 18 років та старше — 96,4 чоловіків також старше 18 років.
Середній дохід на одне домашнє господарство в місті склав 36 729 доларів США, а середній дохід на одну сім'ю — 42 170 доларів. При цьому чоловіки мали середній дохід в 27 822 долара США на рік проти 21 082 долара середньорічного доходу у жінок. Дохід на душу населення в місті склав 16 855 доларів на рік. 8,8 % від усього числа сімей в окрузі і 12,5 % від усієї чисельності населення перебувало на момент перепису населення за межею бідності, при цьому 16,7 % з них були молодші 18 років і 7,9 % — у віці 65 років та старше.